# Schmiedberg (Weitnau)
Schmiedberg ist ein Gemeindeteil der Marktgemeinde Weitnau im bayerisch-schwäbischen Landkreis Oberallgäu.

## Geographie
Der Weiler liegt circa fünf Kilometer nordöstlich des Hauptorts Weitnau.

## Ortsname
Der Ortsname stammt vom Familiennamen Schmied und bedeutet (Siedlung an/auf dem) Berg des Schmid.

## Geschichte
Schmiedberg wurde erstmals urkundlich im Jahr 1875 erwähnt. Der Ort gehörte bis zu bayerischen Gebietsreform 1972 der Gemeinde Wengen an.